# Anisodes similaria
Anisodes similaria är en fjärilsart som beskrevs av Walker 1862. Anisodes similaria ingår i släktet Anisodes och familjen mätare. Inga underarter finns listade i Catalogue of Life.